# Поцелуев мост (Краснодар)
Поцелу́ев мост (или Мост поцелуев) — пешеходный вантовый мост в Краснодаре.

## История
Мост был построен в 2003 году с целью соединения отдалённой крайней частью парка 30-летия с Кубанской набережной города. Необходимость его была связана с тем, что между этими участками проходит затон Кубань, преодолеть который пешеходам для посещения парка было возможно только в обход. С возведением моста вход в парк стал с двух сторон, что весьма удобно для отдыхающих.

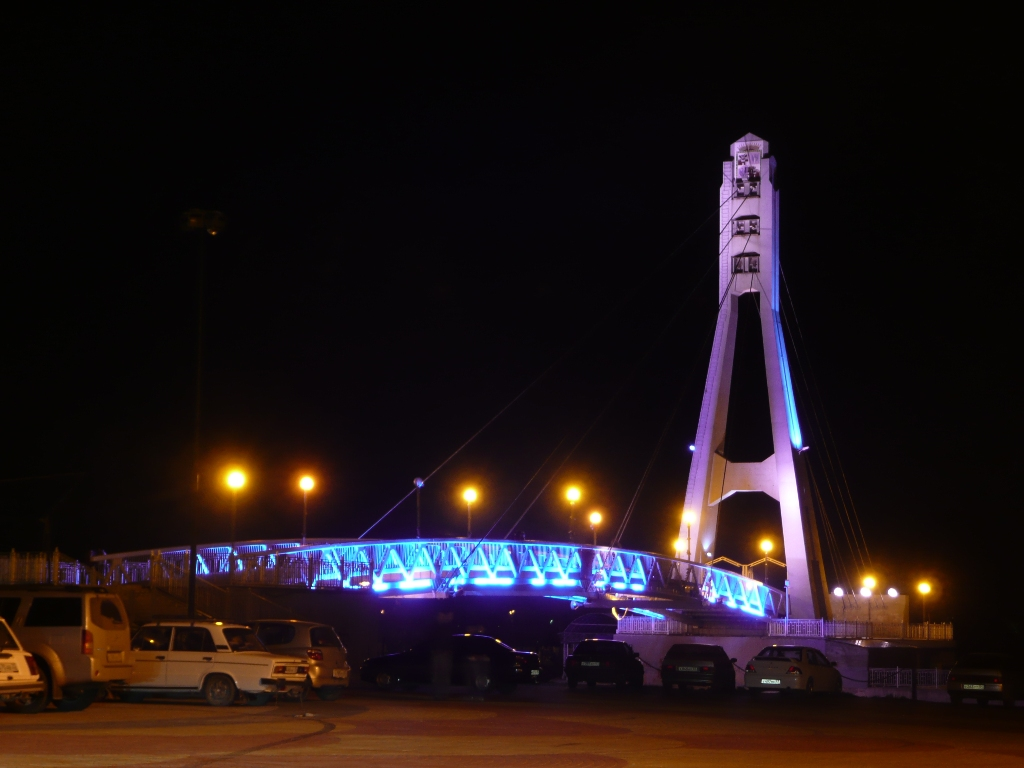
Ночной вид моста

Мост пешеходный, романтичное его название, привлекают на него молодоженов, устраивающих фотосессии и вешающих на перила моста «замки любви». Вечером мост и набережная подсвечиваются разноцветными фонарями.